# NGC 214
NGC 214 este o galaxie spirală situată în constelația Andromeda. A fost descoperită în 10 septembrie 1784 de către William Herschel. De asemenea, a fost observată încă o dată în 5 septembrie 1828 de către John Herschel.